# Nikolaus Pol
Nikolaus Pol, Nicolaus Pol, Polius Nicolaus (ur. 1 grudnia 1564 we Wrocławiu, zm. 16 lutego 1632 tamże) – niemiecki duchowny luterański, autor kronik poświęconych dziejom Śląska.
Był synem wrocławskiego diakona luterańskiego. W rodzinnym mieście ukończył gimnazjum, po czym w 1583 podjął studia na uniwersytecie w Wittenberdze, po ukończeniu których wykładał na tej uczelni do 1593. W tymże roku powrócił do Wrocławia i został kaznodzieją w tamtejszym kościele pw. Zbawiciela na Wygonie Świdnickim, obejmując jednocześnie posadę nauczyciela w gimnazjum św. Elżbiety. W roku następnym został duchownym w kościele św. Bernarda, a w 1596 archidiakonem kościoła św. Marii Magdaleny, pełniąc tam posługę aż do śmierci jako pastor. Podczas pracy we Wrocławiu, oprócz działalności kaznodziejskiej, prowadził badania nad historią tego miasta i całego Śląska, publikując część wyników tychże studiów, resztę wydano w XIX w.
Nicolaus Pol został pochowany w kościele Marii Magdaleny. Jego epitafium zostało umieszczone na wschodniej ścianie kaplicy szkolnej. W kaplicy pochowano również jego żonę która zmarła w 1633 roku. Epitafium o rozmiarze 1,2 × 1 metr wykonane zostało w wapieniu, prawdopodobnie przez wrocławskiego rzeźbiarza Paula Rohna. Przedstawia płaskorzeźbę Boga Ojca ze zwłokami Chrystusa, naśladującą drzeworyt Albrechta Dürera pt. „Dreifaltigkeit”. Nad płaskorzeźbą znajdował się owalny portret Nikolausa Pola odzianego w tradycyjny strój protestanckiego księdza. Pod ramą obrazu umieszczona była metalowa tabliczka z napisem „NICOLAVS POLIVS Ecclesiae Wratisl: Magdalenae Archidiaconus”.
Portret N. Pola z 1628 r. anonimowego artysty znajduje się w zbiorach Muzeum Narodowego we Wrocławiu.

## Twórczość
Napisał następujące dzieła:
- „Jahrbücher der Stadt Breslau” -rękopis opisujący historię Wrocławia od 965 do 1623 roku; opracowany przez Johanna Gustava Büschinga i wydany drukiem w pięciu tomach w latach 1813–1824 (tom I (1813), tom II (1815), tom III (1819)[7], tom IV (1821)[8], tom V (1824))[1]
- „Hemerologium Silesiacum Vratislaviense”, Breslau, Germany: In Verlegung Johann Eyerings und Johann Perferts, 1612[1]
- „Historia incendiorum in Silesia oder historischer Brand- und Feuerspiegel”, 1629[1][9][10]